# Carabinieri (travhäst)
Carabinieri, född 13 maj 2011 i Aneby i Jönköpings län, är en svensk varmblodig travhäst. Han tränas och körs av Peter Untersteiner, verksam vid Halmstadtravet. I ett par starter har han körts av Johan Untersteiner.
Carabinieri började tävla i maj 2014. Han har till januari 2019 sprungit in 5,3 miljoner kronor på 65 starter varav 16 segrar, 11 andraplatser och 7 tredjeplatser. Han har tagit karriärens hittills största segrar i Silverdivisionens final (2016, 2017), Prix du Vic sur Cere (2017), Prix de Chateau-Gaillard (2017) och Kymi Grand Prix (2017). Han har även kommit på tredjeplats i C.L. Müllers Memorial (2018).

## Karriär
Den 25 augusti 2015 vann Carabineri ett uttagningslopp till finalen av Svenskt Travderby på Jägersro. I finalen den 6 september slutade han dock oplacerad.
Carabineri tog sin första seger i ett Grupp 1-lopp den 17 juni 2017 då han vann Kymi Grand Prix i Finland. Han vann loppet efter att ha travat utvändigt om loppets ledare Timoko.
Den 9 september 2017 deltog han i finalen av UET Trotting Masters, som gick av stapeln på Vincennesbanan i Paris, och slutade femma i detta lopp.